# Autostrada A13 (Holandia)
Autostrada A13 (nl. Rijksweg 13) - autostrada w Holandii łącząca autostrady A4 w węźle Ypenburg i A20 w węźle Kleinpolderplein. Dalej  w kierunku Rotterdamu. Znajduje się w całości w prowincji Zuid-Holland.

## Trasy europejskie
Między węzłami Ypenburg (A4), a węzłem Kleinpolderplein (A20) przebiega trasa europejska E19.